# Annie Potts
Annie Potts (Nashville, 28 ottobre 1952) è un'attrice e doppiatrice statunitense, attiva in campo cinematografico e televisivo.

## Biografia

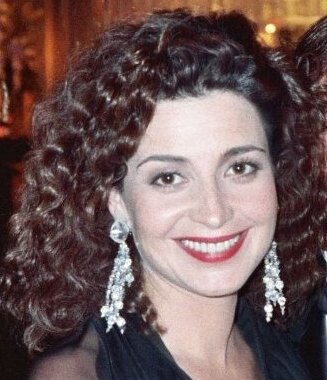
Annie Potts ai Premi Emmy 1989

Tra le sue interpretazioni più note ci sono la segretaria Janine Melnitz di Ghostbusters - Acchiappafantasmi (1984), Ghostbusters II (1989), Ghostbusters: Legacy (2021) e Ghostbusters - Minaccia glaciale (2024), e poi il doppiaggio di Bo Peep in Toy Story - Il mondo dei giocattoli (1995) e Toy Story 2 - Woody e Buzz alla riscossa (1999). Negli anni ottanta e nei primi anni novanta era nota negli Stati Uniti come personaggio televisivo per la parte di Mary Jo Jackson Shively nella serie Quattro donne in carriera (1986-1993).

## Filmografia

### Attrice

#### Cinema
- Corvette Summer, regia di Matthew Robbins (1978)
- Il re degli zingari (King of the Gypsies), regia di Frank Pierson (1978)
- Ghostbusters - Acchiappafantasmi (Ghostbusters), regia di Ivan Reitman (1984)
- China Blue (Crimes of Passion), regia di Ken Russell (1984)
- Bella in rosa (Pretty in Pink), regia di Howard Deutch (1986)
- Jumpin' Jack Flash, regia di Penny Marshall (1986)
- Un amore rinnovato (She's Having a Baby), regia di John Hughes (1988) - cameo
- Chi è Harry Crumb? (Who's Harry Crumb?), regia di Paul Flaherty (1989)
- Ghostbusters II, regia di Ivan Reitman (1989)
- Texasville, regia di Peter Bogdanovich (1990)
- Se ti investo mi sposi? (Elvis Has Left the Building), regia di Joel Zwick (2004)
- Ghostbusters, regia di Paul Feig (2016) - cameo
- Ghostbusters: Legacy (Ghostbusters: Afterlife), regia di Jason Reitman (2021)
- Ghostbusters - Minaccia glaciale (Ghostbusters: Frozen Empire), regia di Gil Kenan (2024)

#### Televisione
- Provaci ancora Lenny (Busting Loose) – serie TV, 3 episodi (1977)
- Goodtime Girls – serie TV, 13 episodi (1980)
- Mai dire sì (Remington Steele) – serie TV, episodio 1x16 (1983)
- Un detective dal Paradiso (It Came Upon the Midnight Clear), regia di Peter H. Hunt – film TV (1984)
- Ai confini della realtà (The Twilight Zone) – serie TV, episodio 1x03 (1985)
- Quattro donne in carriera (Designing Women) – serie TV, 163 episodi (1986-1993)
- Love & War – serie TV, 44 episodi (1993-1995)
- Over the Top – serie TV, 12 episodi (1997)
- Da un giorno all'altro (Any Day Now) – serie TV, 88 episodi (1998-2002)
- Joan of Arcadia – serie TV, 11 episodi (2004-2005)
- Law & Order - Unità vittime speciali (Law & Order: Special Victims Unit) –  serie TV, 4 episodi (2005-2009)
- Ugly Betty – serie TV, 1 episodio (2008)
- Una reginetta molto speciale (Queen Sized), regia di Peter Levin (2008) - Film TV
- Boston Legal - serie TV 1 episodio (2009)
- Due uomini e mezzo (Two and a Half Men) – serie TV, episodio 7x03 (2009)
- Amiche nemiche (GCB) – serie TV, 10 episodi (2012)
- Grey’s Anatomy - serie TV, episodio 10x6 (2013)
- The Fosters – serie TV, 11 episodi (2013-2018)
- Chicago Med - serie TV, 4 episodi (2015-2016)
- NCIS: New Orleans – serie TV, 1 episodio (2015)
- Scandal – serie TV, 1 episodio (2016)
- Royal Pains – serie TV, 2 episodi (2016)
- Young Sheldon – serie TV, 103 episodi (2017-2024)
- Georgie & Mandy's First Marriage – serie TV (2024)

### Doppiatrice

#### Cinema
- Toy Story - Il mondo dei giocattoli (Toy Story), regia di John Lasseter (1995)
- Toy Story 2 - Woody e Buzz alla riscossa (Toy Story 2), regia di John Lasseter, Lee Unkrich e Ash Brannon (1999)
- Toy Story 4, regia di Josh Cooley (2019)
- Vita da lampada (Lamp Life), regia di Valerie LaPointe (2020) - cortometraggio

#### Televisione
- Hercules - serie animata, 1 episodio (1998)
- Johnny Bravo - serie animata, 1 episodio (2000)
- Fish Hooks - Vita da pesci (Fish Hooks) - serie animata, 1 episodio (2012)
- Young Sheldon - serie tv - "Nonnina"

## Teatro
- Il dio del massacro, regia di Matthew Warchus. Bernard B. Jacobs Theatre di Broadway (2009)
- Pippin, regia di Diane Paulus. Music Box Theatre di Broadway (2014)

## Doppiatrici italiane
Nelle versioni in italiano delle opere in cui ha recitato, Annie Potts è stata doppiata da:
- Cristiana Lionello in Ghostbusters II, Ghostbusters (2016), Ghostbusters: Legacy, Ghostbusters - Missione glaciale
- Anna Rita Pasanisi in Chi è Harry Crumb?, Major Crimes
- Emanuela Giordano in Ghostbusters - Acchiappafantasmi
- Caterina Rochira in Ai confini della realtà
- Liliana Sorrentino in Quattro donne in carriera
- Roberta Paladini in Bella in rosa
- Elettra Bisetti in Texasville
- Alessandra Korompay in Da un giorno all'altro
- Roberta Greganti in Close to Home - Giustizia ad ogni costo
- Cristina Noci in Due uomini e mezzo
- Marina Tagliaferri in Amiche nemiche
- Alessandra Cassioli in Grey's Anatomy
- Antonella Rinaldi in Chicago Med
- Manuela Massarenti in Scandal
- Cinzia De Carolis in Young Sheldon

Da doppiatrice, Annie Potts è stata sostituita da:
- Cinzia De Carolis in Toy Story - Il mondo dei giocattoli, Toy Story 2 - Woody e Buzz alla riscossa, Toy Story 4, Vita da lampada
- Mirta Pepe in Arlo il giovane alligatore
- Chiara Colizzi in The Rocketeer - Supereroe del cielo